# Nicu Grigoraș
Nicu Grigoraș (ur. 1948, zm. 1999) – rumuński kierowca wyścigowy.

## Kariera
W 1971 roku ukończył politechnikę w Jassach, zaś w 1976 roku zaangażował się w sporty motorowe. Ścigał się Dacią w wyścigach płaskich i górskich. W 1977 roku zdobył pierwszy tytuł, triumfując Dacią 1300 w grupie 2 w wyścigach górskich. Do 1980 roku zdobył w Rumunii pięć tytułów. Był ponadto pierwszym Rumunem uczestniczącym w Pucharze Pokoju i Przyjaźni w klasie A2. W 1981 roku został uhonorowany tytułem Mistrza Sportu w Rumunii, ponadto pięciokrotnie został wybrany rumuńskim kierowcą roku. W 1989 roku wycofał się z czynnego motorsportu. Zmarł w 1999 roku.